# Ermita de la Virgen de la Solana (Cubo de la Solana)
La ermita de la Virgen de la Solana es uno de los monumentos más importantes que posee Cubo de la Solana.

## Historia
En mayo, se va a la Ermita con Pendón, enseñas y los típicos "rollos", unas varas que rematan en ur armazón revestido de enaguas y cintas, de las que cuelgan roscos y naranjas.
Al final de las fiestas, en honor a la Virgen de la Solana y se celebran los días 17, 18 y 19 de agosto, se hace el traslado de la Virgen a su Ermita y la tradicional subasta de banzo.

## Descripción
Tiene una gran espadaña de ladrillo con dos campanas. El resto del edificio está construido de piedra y tiene una planta bastante grande.
Se decoró y arregló hace poco.
Alrededor hay una fuente, merendero y un buen mirador sobre el Duero.